# British Darts Organisation
A British Darts Organisation (rövidítve BDO) egy dartsszervezet az Egyesült Királyságban. 1973. január 7-én alapította Olly Croft.
A BDO volt az első dartsszervezet, amely világbajnokságot rendezett (1978). Ezenkívül még az ismertebb versenyek közé tartozik a Winmau World Masters, a BDO World Trophy.

## Megalakulás
Először a BDO állandósította a világon a darts szabályait (tábla magassága, dobótávolság), így ők indították el útján a sportágat. 1976-ban a BDO megalapította a World Darts Federation-t (Darts világszövetség), mely a mai napig működik, és a különböző versenyeket bonyolít le a BDO-val együtt.

## Jelenlegi versenyek
A BDO jelenlegi kiemelt tornái a következők: BDO világbajnokság, World Masters, BDO World Trophy, valamint a Finder Darts Masters.

## Világbajnokság
A BDO 1978 óta rendezi meg világbajnokságát, mely 1993-ig az egyetlen dartsvilágbajnokság volt a világon. 1994-től kezdve a PDC (akkoriban még WDC) néven új szervezetet hozott létre, akik attól az évtől kezdve megrendezik saját világbajnokságukat. Mivel 1994-től kezdődően a legtöbb nagy játékos átment a PDC-hez, így az lett a rangosabb szervezet a kettő közül. Ez a játékosok megélhetését fenyegette, hiszen nagyon sokan már csak a dartsból éltek. A BDO első világbajnoka 1978-ban a walesi Leighton Rees lett. Később Eric Bristow-nak ötször is sikerült megnyernie világbajnokságot, így a világbajnoki címek tekintetében ő a legsikeresebb játékos a BDO történetében.
2001-től kezdve nők számára is megrendezik a világbajnokságot, amelyet Trina Gulliver nyert meg eddig a legtöbbször (10 alkalommal).